# Punikakortein D
Punikakortein D je elagitanin, tip fenolnog jedinjenja. On je prisutan u kori i drvetu vrste Punica granatum (naru). Ovaj molekul sadrži galaginsku kiselinu.

## Spoljašnje veze
- Knapsack Metabolite information